# Thamithericles depressifrons
Thamithericles depressifrons är en insektsart som först beskrevs av Bolívar, I. 1908.  Thamithericles depressifrons ingår i släktet Thamithericles och familjen Thericleidae. Inga underarter finns listade i Catalogue of Life.